# Голіцин Борис Борисович
Борис Борисович Голіцин (нар. 18 лютого (2 березня) 1862, Санкт-Петербург, — 4 (17) травня 1916, там само) — російський фізик і геофізик, один із засновників сейсмології, академік Петербурзької АН (1908). Представник російського княжого роду.

## Біографія
Закінчив Морську академію в Петербурзі (1886) і Страсбурзький університет (1890).
Викладав в Московському університеті (1891—1893), Морській академії (1894—1914), в Петербурзькому жіночому медичному інституті (1897—1908) і Вищих жіночих Бестужевських курсах (1909—1916).

## Творчий доробок
Основні праці — з теорії теплового випромінювання, теорії критичного стану речовини, сейсмології, оптики, рентгенівського випромінювання. Найважливіший внесок Б. Б. Голіцин зробив у теорію теплового випромінювання. Він полягає у введенні уявлення про температуру випромінювання абсолютно чорного тіла (1893). Дисертація Б. Б. Голіцина, яка містила ці ідеї, була відкинута рядом вчених, однак згодом ці ідеї отримали повне визнання. У галузі сейсмології Голіцину належить розробка теорії і конструкції електродинамічних сейсмографів і введення їх у практику, а також вирішення низки завдань теоретичної сейсмології. Зокрема, він знайшов розв'язок задачі про визначення вогнища землетрусу за даними однієї сейсмічної станції (1902).

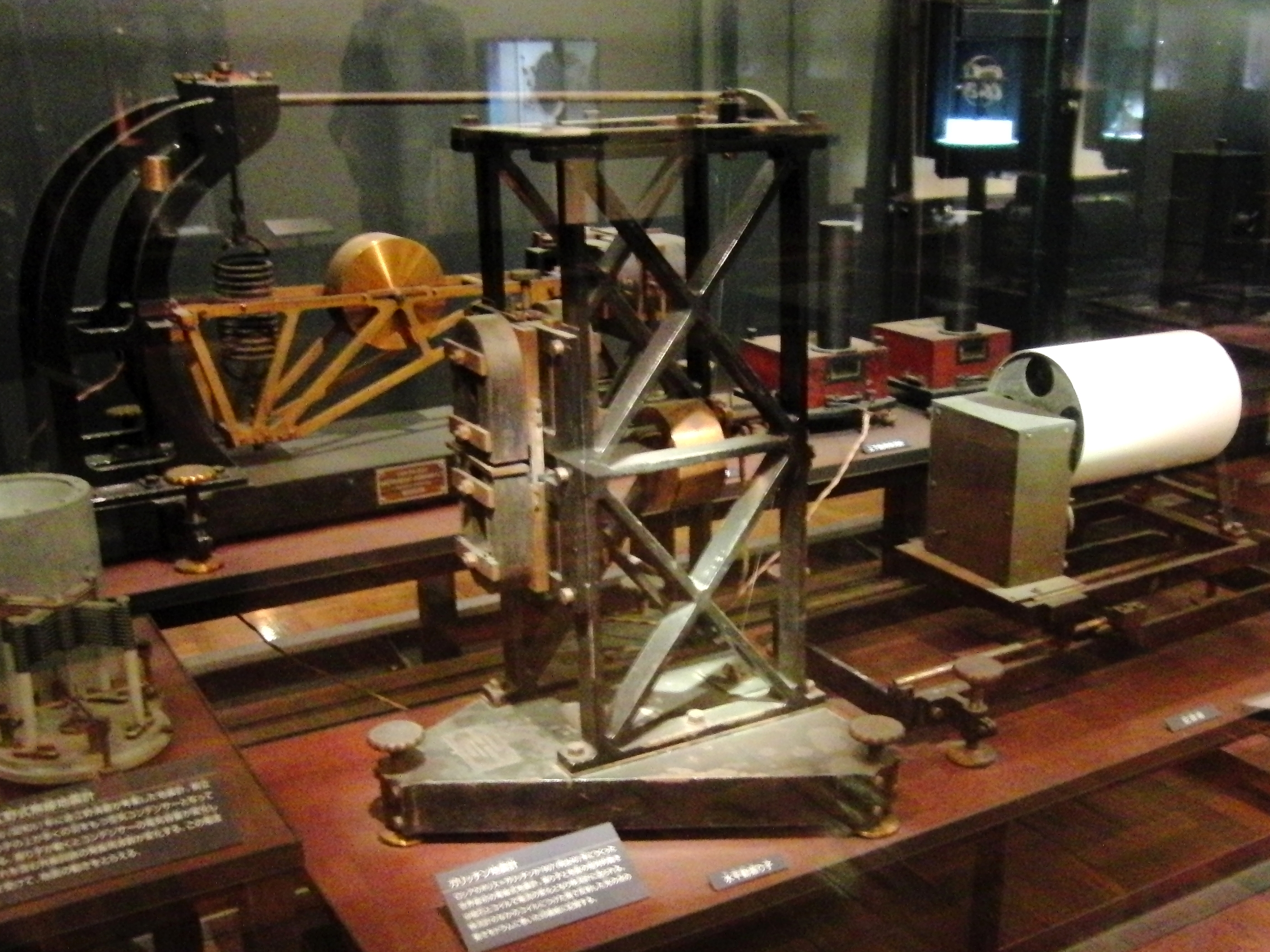
Сейсмограф Голіцина. Національний музей природи і науки Японії, Токіо, Японія.

Поклав початок систематичному вивченню сейсмічності та застосуванню сейсмічних досліджень до вивчення внутрішньої будови Землі. У галузі теорії критичного стану речовини Голіцину належать теоретичні дослідження флуктуацій густини поблизу критичної точки і розробка експериментальних методів визначення критичної температури.
У 1911 Голіцина обрали президентом Міжнародної сейсмічної асоціації (нині — Міжнародна асоціація сейсмології і фізики надр Землі англ. International Association of Seismology and Physics of the Earth's Interior (IASPEI)). У 1913 році став директором Головної фізичної обсерваторії, під його керівництвом були розгорнуті великі дослідження з геофізики. Член Лондонського королівського товариства (1916).
Його іменем названо шар Голіцина. У 1916 році вчений встановив, що за різким зростанням кутів виходу сейсмічної радіації на епіцентральній відстані (приблизно 2000 км) існує аномалія в Мантії Землі.
У світовій науковій літературі для цього шару загальновживаною є назва «20 границя розділу».